# Гаджиалієв Гайбатулла Магірович
Гаджиалієв Гайбатулла Магірович (азерб. Heybətulla Hacıəliyev; 30 червня 1991, Мугарти, Дербентський район, Дагестан) — азербайджанський боксер, призер чемпіонату Європи серед аматорів.

## Аматорська кар'єра
Гайбатулла Гаджиалієв на чемпіонаті Європи серед молоді 2009 року завоював бронзову медаль.
На чемпіонаті Європи 2010 програв у першому бою в категорії до 57 кг.
На чемпіонаті Європи 2011 завоював бронзову медаль в категорії до 64 кг.
- В 1/16 фіналу переміг Артурса Ахметовса (Латвія) — 21-12
- В 1/8 фіналу переміг Зденека Хладека (Чехія) — 20-11
- У чвертьфіналі переміг Іонуца Георге (Румунія) — 21-12
- У півфіналі програв Рею Мойлету (Ірландія) — 6-8

На чемпіонаті світу 2011 здобув три перемоги, а у чвертьфіналі програв Денису Берінчику (Україна) — 19-33.
На Олімпійських іграх 2012 програв у першому бою Абдерразаку Хоуя (Туніс).
На чемпіонаті Європи 2013, літній Універсіаді 2013 і на чемпіонаті світу 2013 програв у другому бою.